# خيسوس فوينتيس
خيسوس فوينتيس (بالإسبانية: Jesús Fuentes)‏ هو سباح إسباني، ولد في 15 نوفمبر 1957.

## وصلات خارجية
- خيسوس فوينتيس على موقع الاتحاد الدولي للسباحة (الإنجليزية)
- خيسوس فوينتيس على موقع أوليمبيديا (الإنجليزية)